# 兵庫県道441号中島揖保川線
兵庫県道441号中島揖保川線（ひょうごけんどう441ごう なかしまいぼがわせん）は、兵庫県たつの市を通る一般県道である。

## 概要
たつの市御津町中島からたつの市揖保川町黍田（きびた）に至る。

### 路線データ
- 起点：たつの市御津町中島（王子橋西詰交差点、兵庫県道133号網干停車場新舞子線交点）
- 終点：たつの市揖保川町黍田（兵庫県道120号たつの竜野停車場線交点）
- 総延長：5.734 km

## 路線状況

### 重複区間
- 兵庫県道442号岩見揖保川線（たつの市揖保川町浦部・浦部交差点 - たつの市揖保川町山津屋・山津屋交差点）

## 地理

### 通過する自治体
- たつの市

### 接続する道路
| 交差する道路                           | 交差する場所           | 交差する場所            |
| -------------------------------------- | ---------------------- | ----------------------- |
| 兵庫県道133号網干停車場新舞子線        | 御津町中島             | 王子橋西詰交差点 / 起点 |
| 兵庫県道442号岩見揖保川線 重複区間起点 | 揖保川町浦部           | 浦部交差点              |
| 兵庫県道442号岩見揖保川線 重複区間終点 | 揖保川町山津屋         | 山津屋交差点            |
| 兵庫県道120号たつの竜野停車場線        | 揖保川町黍田（きびた） | 終点                    |

### 交差する鉄道
- 山陽新幹線

### 沿線
- 揖保川
- たつの市立揖保川中学校
- JR西日本山陽本線 竜野駅